# Ecitocobius comissator
Ecitocobius comissator är en spindelart som beskrevs av Alexandre B. Bonaldo och Antonio D. Brescovit 1998.
Ecitocobius comissator ingår i släktet Ecitocobius och familjen flinkspindlar. Inga underarter finns listade i Catalogue of Life.